# Moncé-en-Belin
Moncé-en-Belin – miejscowość i gmina we Francji, w regionie Kraj Loary, w departamencie Sarthe.
Według danych na rok 1990 gminę zamieszkiwało 2 257 osób, a gęstość zaludnienia wynosiła 129 osób/km² (wśród 1504 gmin Kraju Loary, Moncé-en-Belin plasuje się na 252. miejscu pod względem liczby ludności, natomiast pod względem powierzchni na miejscu 668.).